# Penya Rubí
La Penya Rubí és una serra situada al municipi de Vallirana a la comarca del Baix Llobregat, amb una elevació màxima de 282 metres.